# Parastrangalis inarmata
Parastrangalis inarmata är en skalbaggsart som beskrevs av Holzschuh 1991. Parastrangalis inarmata ingår i släktet Parastrangalis och familjen långhorningar. Inga underarter finns listade i Catalogue of Life.